# Бейре
Бейре (ісп. Beire) — муніципалітет в Іспанії, у складі автономної спільноти Наварра. Населення — 342 особи (2009).
Муніципалітет розташований на відстані близько 290 км на північний схід від Мадрида, 40 км на південь від Памплони.

## Демографія
Динаміка населення (INE ):

## Галерея зображень

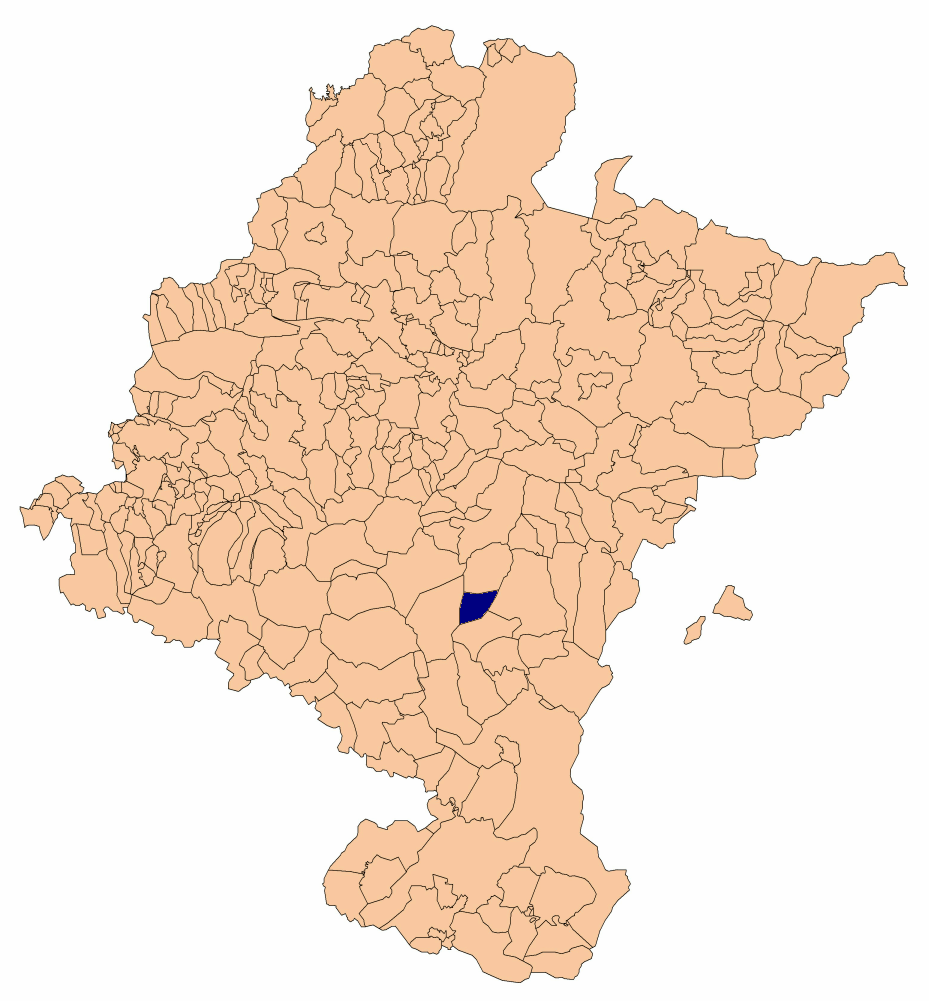
Розташування муніципалітету